# Bandera de Font-rubí
La bandera oficial de Font-rubí (Alt Penedès) té la següent descripció:
Bandera apaïsada de proporcions dos d'alt per tres de llarg, de color blau fosc, amb la muralla i les torres obertes de l'escut grogues, tot el conjunt disposat en faixa, de la mateixa llargada que l'ample del drap, ocupant el terç central del rectangle; les torres sobresortint de la muralla 1/9 part de l'alt del drap.
És una bandera heràldica de les armes municipals. La muralla és la de Guardiola de Font-rubí, capital del municipi.

## Història
Va ser aprovada el 30 de maig de 1991 i publicada en el Diari Oficial de la Generalitat de Catalunya núm. 1455 el 14 de maig de 1991.